# Lijst van musicals
Alfabetisch per componist

Werken met een sterretje zijn nog steeds 'gangbaar' en worden vrij geregeld gespeeld.

## A

### Mark Adamo
- Lysistrata, or The Nude Goddess (2004)

### Richard Adler
- The Pajama Game (1954)
- Damn Yankee (1955)

### Dominick Argento
- The Boor (1957)
- Postcard from Morocco (1971)
- A Water Bird Talk (1977)
- Miss Havisham's Wedding Night (1981)
- The Aspern Pages (1988)

## B

### Tom Bakker&Dick Bakker
- Wat Zien Ik?! (2006)

### Michaël William Balfe
- The Bohemian Girl (1843)

### Seymour Barab
- Phillip Marshall (1970)
- A Piece of String (1985)
- The Maker of Illusions (1985)
- Father of the Child (1987)
- Predators (1987)
- La Pizza Con Funghi (1988)

### John Barry
- Passion Flower Hotel (1965)
- Lolita, My Love (1971), een muzikale komedie (tekst van Alan Jay Lerner) gebaseerd op Vladimir Nabokovs novelle Lolita
- Billy (1974)
- The Little Prince and the Aviator (1981)
- Brighton Rock (2004)

### Mike Batt
- The Hunting of the Snark (1991)

### Julius Benedict
- The Lily Of Killarney (1862)

### Irving Berlin
- Annie Get Your Gun (1946)

### Leonard Bernstein
- On the town (1944)
- Wonderful Town (1953)
- West Side Story (1957)
- 1600 Pennsylvania Avenue (1976)

### Jean-Luc Bertel
- Dag Jan

### Marc Blitzstein
- The Cradle will Rock (1937)
- Regina (1949)

### Jerry Bock
- Fiddler on the Roof (1964)

### William Bolcom
- A View from the Bridge (1999)

### Derek Bourgeois
- A Portrait of Miranda (1993)

### Eugen Brixel
- Rittercocktail (1961
- Politik im Walzertakt oder Virginia und der Kaiser (1968)

### Dirk Brossé
- Sacco & Vanzetti (1996)
- Kuifje - De Zonnetempel (2001)
- Daens (2008)
- Ben X (2012)
- 14-18 (2014)
- Scrooge (2018)

### Fridrich Bruk
- Kiiltävä kirjanmerkki (A Glittering Book Mark) (1984)

### Simon Burgers
- Alle mensen (1988)

### Paul Burkhard
- Die kleine Niederdorf-Oper (1951)
- Noah (1966)
- Freu dich mit uns, Jona (1973)
- Ding-Dang-Dinglikon (1974)
- Regenbogen (1977)

## C

### Charles Cadman
- Shanewis, or The Robin Woman (1918)

### Tichon Chrennikov
- «Чудеса, да и только!» Wonders, oh, wonders! (2001)
- «В 6 часов вечера после войны» (Om zes uur 's avonds na de oorlog) (2003)

## D

### Joe DiPietro
- I love you, you're perfect, now change

### Vernon Duke
- Jackpot

## E

### Edwards Sherman
- 1776 (1969)

## F

### Carlisle Floyd
- Susanah (1955)

### William Finn
- 25th Annual Putnam County Spelling Bee (2005)

### Brahim Fouradi
- Lover of Loser

## G

### Gay/Pepush
- The Beggar's Opera (1728: een tekst van John Gay en door Pepush verzamelde en gearrangeerde melodieën)

### George Gershwin
- Lady, be good (1924)
- Song of the flame (1925)
- Strike up the band (1930)
- Girl Crazy (Crazy for You, 1992) (1930)
- Of thee I sing (1931)

## H

### Manos Hadzidakis
- Street of Dreams (1962)
- Delikanis
- The Era of Melissanthi

### Oscar Hammerstein II
- Showboat (1927) (samen met Jerome Kern)
- Sweet Adeline (1929) (samen met Jerome Kern)
- Music in the air (1932) (samen met Jerome Kern)
- Very warm for May (1939) (samen met Jerome Kern)
- Oklahoma! (1943) (samen met Richard Rogers)
- Carousel (1945) (samen met Richard Rodgers)
- South Pacific (1949) (samen met Richard Rogers)
- The king and I (1951) (samen met Richard Rogers)
- The sound of music (1959) (samen met Richard Rogers)

### Franz Hummel
- Ludwig II, - Sehnsucht nach dem Paradies (2000)
- Richard Wagner (2005)

## I

### Shin’ichirō Ikebe
- The Adventure of Pinocchio (1981)
- On ne badine pas avec l'amour (1982)
- Never Ending Story, (samen met: Hikaru Hayashi) (1984)
- Taro in the Wonder Woods (1985)
- The Forests are Living (2003)
- Cursor (2007)

## K

### Vincent Kennedy
- The Heart of Truth (2011)

### Gustave Kerker
- An American Beauty (1896)
- The Belle of New York (1897)
- The Telephone Girl (1897)
- The Man in the Moon (1899)
- The Girl From Up There (1900)
- The Billionaire (1902)
- The Blonde in Black (1902-1903)
- Winsome Winnie (1903)
- The Social Whirl (1906)
- The Sambo Girl (1905)
- The Tourists (1906)
- The Great Decide (1906)
- The White Hen (1907)
- Fascinating Flora (1907)
- The Lady From Lane's (1907)
- Two Little Brides (1912)
- The Whirl of New York (1921)

### Jerome David Kern
- The girl from Utah (1914)
- Very good, Eddie (1915)
- Oh, Boy! (1917)
- Leave it to Jane (1917)
- Oh, Lady! Lady! (1918)
- Sally (1920)
- Sunny Boy (1925)
- Show boat (1927)
- The cat and the fiddle (1931)
- Music in the air (1932)
- Roberta (1933)

### Nelson Keyes
- The Match Girl (1981)

### Manuel Klein
- Mr. Pickwick (1903)
- A Yankee Circus on Mars (1905)
- A Society Circus (1906)
- The Man from Now (1906)
- Pioneer Days / Circus Events/ Neptune's Daughter (1906)
- The Top o' th' World (1907)
- The Auto Race / The Battle of Port Arthur (1907)
- Sporting Days / The Three Wishes / The Battle of the Skies (1908)
- The Pied Piper (1908)
- A Trip to Japan (1909)
- The International Cup, the Ballet of Niagra, and the Earthquake (1910)
- Bow-Sing / La Belle Paree / Tortajada and Her Sixteen Moorish Dancing Girls in a Spanish Ballet (1911)
- Around the World (1911)
- Undine (1911)
- Under Many Flags (1912)
- America (1913)
- Hop o' My Thumb (1913)
- Wars of the World (1914)
- It's Up To You (1920)

### George Kleinsinger
- Of V We Sing (1942)
- Jack and Homer the Horse (1955)
- Shinbone Alley (1957)

### Edward Knight
- Strike a Match (1998)
- Night of the Comets (2000)

### Ernst Kutzer
- Papa Bernd oder die Angsthasen (1989)

## L

### André Laporte
- Das Schloss (1995)

### Dai-Keong Lee
- The Gold of their Bodies

### Leonard J. Lehrman
- The Comic Tragedy of San Po Jo (1962-1963)
- Growing Up Woman (1979-1984)
- Let's Change the Woild! (Kommt, wir aendern die Welt!) (1980-1981)
- E.G.: A Musical Portrait of Emma Goldman (1985-1987)
- Superspy! The Secret Musical (1988)
- The Booby Trap or Off Our Chests (2000-2001)

### Mitch Leigh
- Too True to Be Good (1963)
- Never Live Over a Pretzel Factory (1964)
- Man of La Mancha (1965)
- Cry for Us All (1970)
- Home Sweet Homer (1975)
- Saravà (1978)
- Chu Chem (1989)
- Ain't Broadway Grand (1993)

### Andrew Lloyd Webber
- The Likes of Us (1965) (in samenwerking met Tim Rice)
- Joseph and the Amazing Technicolor Dreamcoat (1968) (in samenwerking met Tim Rice)
- Jesus Christ Superstar (1971) (in samenwerking met Tim Rice)
- Evita (1976) (in samenwerking met Tim Rice)
- Cats (1981)
- Song&Dance (1982)
- Starlight Express (1984)
- The Phantom of the Opera (1986)
- Whistle Down The Wind (1988)
- Aspects of Love (1989)
- Sunset Boulevard (1993)
- By Jeeves (1996)
- The Beautiful Game (2000) / The Boys in the Photograph
- Bombay Dreams (2002)
- Tell me on a sunday (2003)
- The Woman in White (2004)
- Love Never Dies (musical) (2009)
- Stephen Ward (2014)
- School of Rock (2015)
- Cinderella (2021)

### Frank Loesser
- Where's Charley? (1948)
- Guys and Dolls (1950)
- Hans Christian Andersen (1952)
- The Most Happy Fella (1956)
- Greenwillow (1960)
- How to Succeed in Business Without Really Trying (1961)

### Donald N. Luckenbill
- Caesar was ambitious (1953)

### Gustav Carl Luders
- By the Sad Sea Waves (1898)
- Little Robinson Crusoe (1899)
- The Burgomaster (1900)
- King Dodo (1901-1902)
- The Prince of Pilsen (1902)
- Mam'selle Napoleon (1903)
- The Sho-Gun (1904)
- Woodland (1904)
- A Society Circus (1905)
- The Grand Mogul (1907)
- Marcelle (1908)
- The Fair Co-ed (1908-1909)
- The Old Town (1909)
- The Gypsy (1912)
- Somewhere Else (1912)

### Udo Lüdeking
- Der Spion von Aalen (2010)

### Peter Lüssi
- Tierpark (2003)
- Cococicimaka (2005)
- Abbruch, Ufbruch (2006)

### Alois Lugitsch
- Ruth (1999)
- Ritter fürcht mich nicht und ich bin stark
- Jacob (2003-2004)
- Maria (2005-2006)
- Paulus (2008-2009)
- Josef & Ryan (2011-2012)

## M

### Ad Maas
- Macbeth (1996)
- Jan Rap en z'n maat (1999)
- Dommelbreed (2003)
- Marcus mysterie

### Dave Malloy
- Natasha, Pierre and the Great Comet of 1812 (2012)
- Ghost Quartet (2014)

### Michael Markowski
- From Gumm to Garland: Judy - The Musical (2009)

### Isao Matsushita
- Transfer Student (2009)
- Misaki-no-Kufi (2011)

### Rhody Matthijs
- Heel Passioneel (1998)
- Virus (1999/2000)
- Boeiend (2003)
- Succes (2004)
- Een Perfecte God (2004/2007)*
- Het Sleutelkruid (2005)
- De Ontvoering (2005)
- Verborgen Legende (2006)
- Delphi (2006)
- Sneller dan de Tijd (2006)
- Achter de Horizon (2007)
- Zonder Moeite Niets (2007)
- Orde, Tucht en Regelmaat (2008)
- Vrouwenvlees (2008)
- Over de Sloot (2009)
- Ganesha: Een Perfecte God (2010/2020)*
- Sydney White (2010)
- Vuurwerk (2010)
- Jungle Book (2011)
- Anastasia (2012)*
- Oliver in NYC (2013)*
- Pay It Forward (2014)
- Enigami (2017)
- Strijders (2021)

### D. Mark McCoy
- Ann of Green Gables

### Alan Menken
- Belle en het Beest
- A Christmas Carol
- King David
- Sister act
- The Little Mermaid

### René Merkelbach
- De sprookjesmusical Klaas Vaak

### Fons Merkies
- Koning van Katoren
- Lover of Loser

### Lin-Manuel Miranda
- Hamilton (2015)

### Akira Miyagawa
- Daddy-Long-Legs (1983)
- Lily (1984)
- Stand up! (1988)
- The Origin of Blood (2005)
- Resurrection Round poison himself, (2008)
- Farewell, My Love princess by Overlord (2008)
- A Streetcar Named Desire (2008)
- Great Expectations (2008)
- My husband and I loved the Hit Parade - Show (2009)
- Enemies of the board

### Shuko Mizuno
- 泣きたくなったら笑うんだ (When I feel like crying, I will smile) (1991)
- 時空の絆 (Toki no Kizuna) (1996)
- イノセントムーン (Innocent Moon) (1999)

### Hans Moeckel
- Eusi chlii Stadt (1959/1970)
- Bibi-Balù - Ein Gaunermusical (1964)
- Golden Girl (1967)
- Viva Banana (1973)
- Z wie Züri (1976)
- Tabourettli
- Zauber, Zirkus, Zuckerhut
- Zimmer gesucht

### Lionel Monckton
- Claude Du-Val (1894)
- The Shop Girl (1894)
- The Circus Girl (1896)
- A Runaway Girl (1898)
- The Messenger Boy (1899)
- The Toreador (1901)
- Kitty Grey (1901)
- A Country Girl (1901)
- The Orchid (1903)
- The Cingalee (1904)
- The Spring Chicken (1905)
- New Aladdin (1906)
- The Girls of Gottenberg (1907)
- Our Miss Gibbs (1908)
- The Arcadians (1909)
- The Quaker Girl (1910)
- The Mousmé (1911)
- The Dancing Mistress (1912)
- The Belle of Bond Street (1914)
- The Boy (1917)
- Good Morning, Judge (1918)

## N

### Russell Nagy
- Tetelestai ("It Is Finished") (1975)
- Benedictus
- Christmas Rose

### João Constantino Duarte Neves
- O Gato das Botas

## P

### José Rafael Pascual Vilaplana
- Balansiyyà (2006)

### Andrej Pavlovitsj Petrov
- Daar zijn drie studenten (1960)
- В ритме сердца, («Мы хотим танцевать») (In het ritme van het hart, ("We willen dansen")) (1966-1967)
- Captain's Daughter (2001)

### Donald Phillips
- The Barrier (1977)

### Bart Picqueur
- Devil’s Paradise (1997)
- Jan Praet (2000)

### José Alberto Pina Picazo
- El Ladrón de Sueños
- El Viento en los Sauces

### Cole Porter
- Anything Goes
- Can-Can
- DuBarry Was a Lady
- Fifty Million Frenchmen
- Kiss Me, Kate
- Paris musical (1928)
- Silk Stockings

### Charles Puerner
- Mary of Magdala (1902)
- Simple Simon Simple (1905)

### Roman Polanski
- Tanz Der Vampire (dance of the vampires, dans der vampieren) film 1967: musical 4 oktober 1997

## Q

### James Joseph Quinn
- Do Black Patent Leather Shoes Really Reflect Up?
- Double-Trouble
- Bodyparts
- 3 Divas on some off-nights

## R

### Justin Raines
- We Are Enron (2008)
- A Walk in the Desert

### György Ránki
- Egy szerelem három éjszakája (3 Nachten van een liefde) (1961)

### Elisabeth Raum
- Mulligan's Toy Shop (1983)

### Thomas L. Read
- The Maid of Judah (1983)

### Robert Redhead
- Chains of Gold
- Ruth

### Nancy Binns Reed
- Tocqueville! (1976)
- Viva leche! (1987)
- David, David Jesse's son (1993)

### Maurice Reichard
- As Clouds Roll By (1929-1930)

### Ernest Reyer
- Sigurd (1884)

### Tim Rice
- Chess

### Goff Richards
- Juke Box (2006)

### Jason Robert Brown
- Parade
- The Last Five Years
- 13
- The Bridges of Madison Country
- Songs for a New World
- Urban Cowboy

### Alfred George Robyn
- All for the Ladies (1912)
- Baron Trenck (1912)
- Pretty Mrs. Smith (1914)

### Richard Rodgers
- Poor little Ritz girl (1920)
- A Connecticut yankee (1927)
- Babes in arms (1937)
- Pal Joey (1940)
- Oklahoma! (1943) (samen met Oscar Hammerstein)
- South Pacific (1949) (samen met Oscar Hammerstein)
- The king and I (1951) (samen met Oscar Hammerstein)
- The sound of music (1959) (samen met Oscar Hammerstein)

### Robert Xavier Rodríguez
- The Last Night of Don Juan (2000)

### Sigmund Romberg
- Hands Up (1915)
- A World of Pleasure (1915)
- Sinbad (1915-1917)
- The Melting of Molly (1918)
- The Magic Melody (1919)
- Poor Little Ritz Girl (1920)
- Love Birds (1921)
- Blossom Time (1921)
- The Blushing Bride (1922)
- Springtime of Youth (1922)
- Innocent Eyes (1924)
- Marjorie (1924)
- Louis the 14th (1925)
- Princess Flavia (1925)
- Cherry Blossoms (1927)
- My Maryland (1927)
- The Love Call (1927)
- Rosalie (1928)
- The New Moon (1928)
- Nina Rosa (1930)
- East Wind (1931)
- Melody (1933)
- May Wine (1935)
- Forbidden Melody (1936)
- Sunny River (1941)
- Up in Central Park (1944-1945)
- My Romance (1948)
- The Girl in Pink Tights (1954)

### Steven L. Rosenhaus
- Critic (1988)
- Free-the-Music.Com (2001)

### Carl Rütti
- NIKKI (2008)

### Tadd W. Russo
- I've Almost Got the Hang of It (1998)
- I Was Young, Now I'm Wonderful

### William Russo
- Paris Lights (1979)

## S

### Michael Sahl
- RIO (2002)

### Jorge Salgueiro
- A festa da bicharada (1995)
- Kate e o Skate (2004)

### Willis Schaefer
- What Makes Sammy Run?
- Kicks & Company
- The Prince and the Showgirl
- Spotlight

### Irving Schlein
- Blue Grass (1955)
- My Heart's in the Highlands (1979)

### Harvey Schmidt
- 110 in the shade (1963)

### Manfred Schneider
- Flowergreen (1991-2000)

### Max Schönherr
- Flori quietschvergnügt

### Bernard Schulé
- Viktoria in Hollywood (1949-1959)

### Walter Schwanzer
- Die verrückten Ferien (2004)
- Jugendsünden (2007)

### Arthur Schwartz
- The Little Show (1929)
- Three's a Crowd (1930)
- The Band Wagon (1931)
- Flying Colors (1932)
- Revenge With Music (1934)
- At Home Abroad (1935)
- Virginia (1937)
- Between the Devil (1937)
- Stars in your Eyes (1939)
- Park Avenue (1946)
- Inside U.S.A. (1948)
- A Tree Grows in Brooklyn (1951)
- By the Beautiful Sea (1954)
- The Gay Life (1961)
- Jennie (1963)

### Stephen Schwartz
- Godspell
- Pippin
- Children of Eden
- Wicked (2003)

### Leslie Searle
- Der Klassenclown

### Michael Seyfrit
- The Desert Peach (1990)
- Sylvie and Bruno (1991)
- Silk Dancers (1992)

### Elie Siegmeister
- Sing Out, Sweet Land (1944)

### Jeroen Sleyfer
- Kruistocht in spijkerbroek (2008)
- Kruimeltje (2010)
- Afblijven (2013)

### Hale Smith
- Joplin's Dirty Rags (1983)

### Stephen Sondheim
O.a.
- A Little Night Music
- Anyone Can Whistle
- Assassins
- Company
- Follies
- Gypsy
- Into the Woods
- Merrily We Roll Along
- Moving On
- Passion
- Sweeney Todd
- West Side Story

(Zie het artikel Stephen Sondheim voor de jaartallen en meer shows)

### Richard Stahl
- A Day and a Night in New York (1898)

### Henry Stern
- Little Miss Charity (1920)

### Louis Stewart
- A Midsummer Night's Dream (1974)
- Hotel Paradiso (1975)
- Cambodia Agonistes (1992)
- Shanghai Lil's (1997)

### Erwin Strikker
- Chang and Eng (1998)
- Groeipijn (2001)

### Jule Styne
- High Button Shoes (1947)
- Gentlemen Prefer Blondes (1949)
- Peter Pan (1954)
- Bells Are Ringing (1956)
- Gypsy (1959)
- Funny Girl (1964)
- Sugar (1972)
- The Red Shoes (1993)

### Erzsébet Szőnyi
- Molière A képzelt beteg című színműve nyomán (Molière on the trace of his drama with a fictional ill title) (1961)

## T

### Jan Tekstra
- De Brief voor de Koning

### Nancy Telfer
- A Time for Sharing (1987)

### Olav Anton Thommessen
- Gnostic Fragments - A Musical Reconstruction (1985)

### Harry Tierney
- What Next? (1917)
- The Canary (1918)
- Everything (1918)
- Irene (1919)
- The Royal Vagabond (1919)
- The Night Boat (1920)
- Lilly Dale (1921)
- The Broadway Whirl (1921)
- Up She Goes (1922)
- Glory (1922)
- Ziegfeld Follies of 1923 (1923)
- Kid boots (1923)
- Rio Rita (1926-1927)
- Cross My Heart (1928)

### Michael Torke
- The Listener (2002)

### Gerhard Track
- Little match girl

### Bohumil Trnečka
- Čarokrásna pani majstrová (1992)
- Nebeskí jazdci

### Kenneth Tynan
- Oh! Calcutta!

## V

### Willy Van Couwenberghe
- Vakantieliefde (1958)
- Veel geluk, professor! (1977)naar Aster Berkhof
- Peegie (1982) naar Willem Denys
- Rock opera " Rock en Roll strand " (1987)
- De Witte van Zichem (1992)naar Ernest Claes
- De kleine vrede (1994)
- Pallieter (1997) naar Felix Timmermans
- De gelaarsde kat (1999)
- Naar de Rommelmarkt (2001)
- De tiende man (2007) naar Graham Greene

### Michael Valenti
- Snow White and the Seven Dwarfs (Sneeuwwitje en de zeven dwergen) (1965)
- Blood Red Roses (1970)
- Beauty and the Beast (1972)
- Lovesong (1976)
- Oh, Brother! (1981)
- In Connecticut (1981)
- Honky Tonk Nights (1986)
- In Search of a Musical (1993)
- Quack (1996)
- O'Henry's Lovers (1999)
- Bashville in Love

### Gunnar Valkare
- Stjärnornas musik (1991)

### Johan Vanden Eede
- Sneeuwwitje (1998)
- Assepoester (1999)
- Pinokkio (2000)
- Robin Hood (2001)
- Doornroosje (2002)
- De 3 Biggetjes (2003)
- De kleine zeemeermin (2004)
- Wickie (2013)

## W

### Douglas E. Wagner
- Glory to the risen King (2007)

### Vincent Wallace
- Maritana (1845)

### Kurt Weill
- Lady in the dark (in samenwerking met Ira Gershwin) (1932)

### Marcel Wengler
- Rex Leo (1986)

### Frank Wildhorn
- Jekyll & Hyde
- The Scarlet Pimpernel
- The Civil War
- Wonderland

### Meredith Willson
- The Music Man (1957)
- The Unsinkable Molly Brown (1960)
- Here's Love (1963)
- 1491

### Brian Scott Wilson
- The Birds (1989)
- Speak Of The Twenties (1989)

### Carl Wittrock
- Star

### Arthur Wood
- Petticoat Fair (1918)
- Fancy Fair (1918)
- Yvonne

### Haydn Wood
- Tina (1915)
- Cash on Delivery (1917)
- Clovertown
- Dear Love

### Klaus Wüsthoff
- Berlin: Himmel und Hölle (1987)
- Zille sein Milljöh (1999)
- Cagliostro (2003)
- Und det allet wejen Zille (2003)
- Der große Schwoof (2007)
- Flori und sein Kokofant (2009)
- Freunde wie wir
- Jane, oh Jane
- Luiza Lee
- Mit Vollgas ins Glück
- Punni Ping
- Ehrlich stiehlt am längsten
- Zweimal Bahnhof Zoo

## Y

### Vincent Youmans
- No, no, Nanette (1925)
- Rainbow (1928)
- Through the Years (1932)